# Несьоловиці (Люблінське воєводство)
Несьоловиці (пол. Niesiołowice) — село в Польщі, у гміні Юзефув-над-Віслою Опольського повіту Люблінського воєводства.
Населення — 294 особи (2011).

## Демографія
Демографічна структура станом на 31 березня 2011 року:
|          | Загалом | Допрацездатний вік | Працездатний вік | Постпрацездатний вік |
| -------- | ------- | ------------------ | ---------------- | -------------------- |
| Чоловіки | 134     | 19                 | 103              | 12                   |
| Жінки    | 160     | 35                 | 91               | 34                   |
| Разом    | 294     | 54                 | 194              | 46                   |